# Turn-Europameisterschaften 1983 (Männer)
Die 15. Turn-Europameisterschaften der Männer 1983 wurden in Bulgarien ausgetragen und fanden vom 28. bis 29. Mai in Warna statt. Die Dominanz der Athleten aus der Sowjetunion im Mehrkampf mit dem Sieg des 16-jährigen Dmitri Bilosertschew, setzte sich an den einzelnen Geräten fort, wo sie fünf Titel erringen konnten. Dabei gewann Juri Koroljow am Barren und konnte seinen Titel am Boden verteidigten, den er sich aber mit dem Bulgaren Plamen Petkow teilen musste. Auch Bilosertschew der im Sprung und am Reck gewann, teilte sich mit Petkov den Titel an den Ringen. Dem Ungarn György Guczoghy gelang es wie seinem Landsmann Zoltán Magyar am Pauschenpferd dreimal hintereinander zu gewinnen.

## Ergebnisse

### Mehrkampf
28. Mai 1983
| Rang | Athlet               | Punkte |
| ---- | -------------------- | ------ |
| 1    | Dmitri Bilosertschew | 58.80  |
| 2    | Juri Koroljow        | 58.35  |
| 3    | György Guczoghy      | 57.80  |
| 4    | Ulf Hoffmann         | 57.40  |
| 5    | Jens Fischer         | 57.35  |
| 6    | Alexander Pogorelov  | 57.30  |
| 7    | Hubert Brylok        | 57.20  |
| 7    | Plamen Petkow        | 57.20  |
| …    |                      |        |
| 14   | Andreas Japtok       | 56.40  |
| 20   | Albert Haschar       | 56.20  |
| 34   | Wolfgang Wagner      | 55.30  |

### Gerätefinals
29. Mai 1983
| Rang | Athlet               | Punkte |
| ---- | -------------------- | ------ |
| 1    | Plamen Petkow        | 19.45  |
| 1    | Juri Koroljow        | 19.45  |
| 3    | Jens Fischer         | 19.40  |
| 3    | György Guczoghy      | 19.40  |
| 3    | Philippe Vatuone     | 19.40  |
| 6    | Dmitri Bilosertschew | 19,35  |
| 6    | Valentin Pintea      | 19,35  |
| 8    | Hubert Brylok        | 19.05  |

| Rang | Athlet              | Punkte |
| ---- | ------------------- | ------ |
| 1    | György Guczoghy     | 19.85  |
| 2    | Juri Koroljow       | 19,70  |
| 2    | Alexander Pogorelov | 19,70  |
| 4    | Zsolt Borkai        | 19.55  |
| 5    | Levente Molnár      | 19.50  |
| 6    | Janis Kasapidis     | 19.45  |
| 7    | Rumen Petkow        | 19.35  |
| 8    | Valentin Pintea     | 19.30  |

| Rang | Athlet               | Punkte |
| ---- | -------------------- | ------ |
| 1    | Dmitri Bilosertschew | 19.60  |
| 1    | Plamen Petkow        | 19.60  |
| 3    | György Guczoghy      | 19.35  |
| 3    | Levente Molnár       | 19.35  |
| 3    | Sepp Zellweger       | 19.35  |
| 6    | Jens Fischer         | 19,25  |
| 7    | Hubert Brylok        | 19,15  |
| 8    | Valentin Pintea      | 19,00  |

| Rang | Athlet               | Punkte |
| ---- | -------------------- | ------ |
| 1    | Dmitri Bilosertschew | 19.800 |
| 2    | Hubert Brylok        | 19.725 |
| 3    | Juri Koroljow        | 19.700 |
| 4    | Albert Haschar       | 19,500 |
| 4    | Ulf Hoffmann         | 19,500 |
| 6    | Laurent Barbiéri     | 19.475 |
| 7    | György Guczoghy      | 19.350 |
| 8    | Plamen Petkow        | 19.325 |

| Rang | Athlet          | Punkte |
| ---- | --------------- | ------ |
| 1    | Juri Koroljow   | 19.55  |
| 2    | Borislav Houtov | 19.40  |
| 3    | György Guczoghy | 19.20  |
| 4    | Jens Fischer    | 19.10  |
| 5    | Ulf Hoffmann    | 19.00  |
| 6    | Rumen Petkow    | 18.90  |
| 7    | Zsolt Borkai    | 18.70  |
| 8    | Finn Gjertsen   | 18.60  |

| Rang | Athlet               | Punkte |
| ---- | -------------------- | ------ |
| 1    | Dmitri Bilosertschew | 19.80  |
| 2    | Hubert Brylok        | 19.55  |
| 3    | Philippe Vatuone     | 19,50  |
| 4    | Plamen Petkow        | 19.45  |
| 4    | Zsolt Borkai         | 19.45  |
| 6    | Jens Fischer         | 19.40  |
| 7    | Juri Koroljow        | 19.35  |
| 8    | Emilian Necula       | 19.10  |

## Medaillenspiegel
| Rang | Land        | Gold | Silber | Bronze | Gesamt |
| ---- | ----------- | ---- | ------ | ------ | ------ |
| 1    | Sowjetunion | 6    | 3      | 1      | 10     |
| 2    | Bulgarien   | 2    | 1      | –      | 3      |
| 3    | Ungarn      | 1    | –      | 4      | 5      |
| 4    | DDR         | –    | 2      | 1      | 3      |
| 5    | Frankreich  | –    | –      | 2      | 2      |
| 6    | Rumänien    | –    | –      | 1      | 1      |
| 6    | Schweiz     | –    | –      | 1      | 1      |